# Harry Carlsson
Harry Fredrik Carlsson (i riksdagen kallad Carlsson i Tibro och på hemorten HC), född 12 augusti 1903 i Ramdala socken, död 17 juni 1972 i Tibro, var en svensk fabrikör, möbelhandlare och politiker (folkpartist). Bror till riksdagsmannen Carl Walfrid Carlsson.
Harry Carlsson, som kom från en lantarbetarfamilj, började vid femton års ålder arbeta som möbelsnickare och startade 1926 en möbelfabrik i Tibro, från 1934 kompletterad med en möbelaffär. Han hade olika kommunala uppdrag i Tibro köping och var också ordförande i ortens köpmannaförening. Under många år var han även en hängiven medlem i Tibro Missionsförsamling och en av de starkast drivande i församlingens söndagsskoleverksamhet.
Han var riksdagsledamot för Skaraborgs läns valkrets 1953–1958 och 1961–1967, fram till 1962 i andra kammaren och från 1963 i första kammaren. I riksdagen var han bland annat ledamot i bankoutskottet 1958 och 1961–1962 samt i statsutskottet 1966–1967. Han engagerade sig främst i skatte- och näringspolitik. I riksdagen skrev han 38 egna motioner, främst om skatter och näringspolitiska frågor, tex avdrag för gåvor till ideella organisationer, folkpensionärers skatteförhållanden samt statligt kreditstöd till hantverk och småindustri.